# Unione Polisportiva Comunale Graphistudio Tavagnacco 2010-2011
Questa voce raccoglie le informazioni riguardanti l'Unione Polisportiva Comunale Graphistudio Tavagnacco nelle competizioni ufficiali della stagione 2010-2011.

## Stagione
Nella stagione 2011-2012 l'U.P.C. Graphistudio Tavagnacco ha disputato la Serie A, massima serie del campionato italiano femminile di calcio, concludendo al secondo posto con 62 punti conquistati in 26 giornate, frutto di 19 vittorie, 5 pareggi e 2 sconfitte.
Nella Coppa Italia, come da regolamento di quella stagione, è sceso in campo dagli ottavi di finale, dove ha eliminato il Chiasiellis battendolo per 1-0. Dai quarti di finale il torneo si disputa su partite di andata e ritorno, e il Tavagnacco incontra il Bardolino Verona che supera fuori casa per 3-0 nel primo incontro e per 8-0 in quello casalingo, superando il turno. . La doppia sfida vede il Bardolino Verona giocare la prima partita in casa, dove la formazione, caratterizzata dal rientro di Melania Gabbiadini ancora non completamente ristabilita dopo un infortunio e l'impiego di Veronica Belfanti a rafforzare il reparto difensivo al posto della centrocampista Daiana Mascanzoni, non si rivela in grado di arginare le incursioni offensive delle friulane che al termine dell'incontro le superano per 3-0. Consapevole di aver oramai compromesso il passaggio del turno, per la partita di ritorno la dirigenza decide di lasciare il mister Renato Longega a Verona affidando l'impegno alla formazione Primavera, tranne Stéphanie Öhrström tra i pali e la italosvedese Sandra Fält al centrocampo, e al suo tecnico Scappini. La superiorità tecnica delle padrone di casa è evidenziata da un primo tempo che si chiude già sul 6-0 e che, terminando con il netto risultato di 8-0, elimina le veronesi dal torneo.
In semifinale trova il Firenze che batte al comunale di Tavagnacco per 2-0 nella partita di andata e grazie al pareggio per 1-1 in quella di ritorno supera nuovamente il turno accedendo alla finale che gioca con la Torres. L'incontro, nuovamente in partita secca, viene disputato il 28 maggio 2011 allo Stadio Antonio Bianco di Gallipoli, dove la squadra friulana non riesce ad arginare l'attacco delle sassaresi che chiudono l'incontro già al primo tempo con tre reti di vantaggio, messi a segno da Patrizia Panico e con doppietta di Sandy Iannella, risultato che rimarrà invariato fino alla fine della partita e che aggiudicherà l'ottava Coppa alla Torres.

## Organigramma societario
Area tecnica
- Allenatore: Edoardo Bearzi
- Allenatore portieri: Alessandro Pinat
- Preparatore atletico: Sergio Tomadini
- Allenatore primavera: Andrea Tarzariol

## Rosa
| N. |                   | Ruolo | Calciatrice        |
| -- | ----------------- | ----- | ------------------ |
|    | Italia (bandiera) | P     | Alice Bonassi      |
|    | Italia (bandiera) | P     | Isotta Guarnieri   |
|    | Italia (bandiera) | P     | Chiara Marchitelli |
|    | Italia (bandiera) | D     | Giulia Basso       |
|    | Italia (bandiera) | D     | Stefania Donà      |
|    | Italia (bandiera) | D     | Laura Neboli       |
|    | Italia (bandiera) | D     | Michela Martinelli |
|    | Italia (bandiera) | D     | Nenè Nhaga Bissoli |
|    | Italia (bandiera) | D     | Michela Rodella    |
|    | Italia (bandiera) | D     | Maria Sorvillo     |
|    | Italia (bandiera) | C     | Alice Broili       |
|    | Italia (bandiera) | C     | Sara Di Filippo    |

| N. |                   | Ruolo | Calciatrice           |
| -- | ----------------- | ----- | --------------------- |
|    | Italia (bandiera) | C     | Alice Parisi          |
|    | Italia (bandiera) | C     | Ambra Pochero         |
|    | Italia (bandiera) | C     | Elena Stabile         |
|    | Italia (bandiera) | C     | Laura Tommasella      |
|    | Italia (bandiera) | C     | Luisa Usenich         |
|    | Italia (bandiera) | C     | Soraya Selene Vergale |
|    | Italia (bandiera) | A     | Danya Barsalona       |
|    | Italia (bandiera) | A     | Tatiana Bonetti       |
|    | Italia (bandiera) | A     | Paola Brumana         |
|    | Italia (bandiera) | A     | Ilaria Mauro          |
|    | Italia (bandiera) | A     | Penelope Riboldi      |
|    | Italia (bandiera) | A     | Maria Zuliani         |

## Calciomercato

### Sessione estiva
| Acquisti | Acquisti     | Acquisti         | Acquisti   |
| R.       | Nome         | da               | Modalità   |
| -------- | ------------ | ---------------- | ---------- |
| C        | Alice Parisi | Bardolino Verona | definitivo |

| Cessioni | Cessioni          | Cessioni | Cessioni      |
| R.       | Nome              | a        | Modalità      |
| -------- | ----------------- | -------- | ------------- |
| P        | Cristina Marcutti | -        | fine carriera |
| C        | Elisa Camporese   | Torres   | definitivo    |
| C        | Carmelina Moscato | -        | svincolata    |
| C        | Tatiana Zorri     | Lazio CF | definitivo    |
| A        | Alice Zitter      | ???      | definitivo    |

### Sessione invernale
| Acquisti | Acquisti     | Acquisti | Acquisti   |
| R.       | Nome         | da       | Modalità   |
| -------- | ------------ | -------- | ---------- |
| C        | Laura Neboli | Reggiana | definitivo |

|  |

## Risultati

### Serie A

#### Girone di andata
| Arbitro: | Fabrizio Marchetti (Tolmezzo) |

|                                            |           |  |
| Mauro 29’, 45’ Bonetti 38’, 63’ Parisi 92’ | Marcatori |  |

| Arbitro: | Patrick Sanfilippo (Catania) |

|                 |           |                                        |
| Piva 40’ (rig.) | Marcatori | 3’ Bonetti 26’, 48’ Riboldi 29’ Parisi |

| Arbitro: | Daniel Amabile (Vicenza) |

|                                                   |           |             |
| Parisi 9’ Riboldi 23’, 93’ Sorvillo 33’ Mauro 81’ | Marcatori | 40’ Tonelli |

| Arbitro: | Aristide Capraro (Cassino) |

|             |           |              |
| Barreca 30’ | Marcatori | 87’ Sorvillo |

| Arbitro: | Enzo Esposito (Tolmezzo) |

|                       |           |  |
| Mauro 66’ Bonetti 76’ | Marcatori |  |

| Arbitro: | Matteo Guddo (Palermo) |

|                        |           |                                        |
| Manzella 15’, 42’, 44’ | Marcatori | 41’ Mauro 49’ Stabile 51’, 80’ Bonetti |

| Arbitro: | Nicola Andreoli (Brescia) |

|  |           |             |
|  | Marcatori | 44’ Riboldi |

| Arbitro: | Luca Candeo (Este) |

|                                               |           |             |
| Mauro 31’ Riboldi 44’ Bissoli 48’ Bonetti 71’ | Marcatori | 6’ Bonansea |

| Arbitro: | Non disponibile |

|  |           |                        |
|  | Marcatori | 3’ Rodella 70’ Stabile |

| Arbitro: | Andrea Giuseppe Zanonato (Vicenza) |

|             |           |  |
| Riboldi 47’ | Marcatori |  |

| Arbitro: | Daniele Viotti (Tivoli) |

|                                                                   |           |                   |
| Manieri 25’ (rig.) Domenichetti 33’ Panico 46’ Fuselli 81’ (rig.) | Marcatori | 15’ Nhaga Bissoli |

| Arbitro: | Fabrizio Marchetti (Tolmezzo) |

|              |           |           |
| Sorvillo 86’ | Marcatori | 36’ Mason |

| Arbitro: | Daniel Amabile (Vicenza) |

|               |           |  |
| Del Prete 56’ | Marcatori |  |

#### Girone di ritorno
| Arbitro: | Giosuè Mauro D'Apice (Arezzo) |

|  |           |                                             |
|  | Marcatori | 5’ Parisi 48’ Bonetti 73’ Riboldi 81’ Mauro |

| Arbitro: | Federico Iannacone (Udine) |

|                                        |           |          |
| Mauro 2’ Riboldi 60’ Nhaga Bissoli 61’ | Marcatori | 61’ Rota |

| Arbitro: | Andrea Moraglia (Verona) |

|             |           |                                                                                         |
| Tonelli 25’ | Marcatori | 3’ (rig.) Parisi 15’, 67’ Mauro 57’, 73’ Sorvillo 60’ Bissoli 77’, 85’ Riboldi 79’ Donà |

| Arbitro: | Renzo Esposito (Tolmezzo) |

|                                   |           |  |
| De Angelis 11’ (aut.) Riboldi 60’ | Marcatori |  |

| Arbitro: | Andrea Giuseppe Zanonato (Vicenza) |

|  |           |                              |
|  | Marcatori | 28’ Bonetti 79’, 85’ Zuliani |

| Arbitro: | Nicolò Sprezzola (Mestre) |

|                                          |           |  |
| Riboldi 5’ Parisi 46’ (rig.) Bonetti 60’ | Marcatori |  |

| Arbitro: | Tommaso Sattin (Rovigo) |

|                          |           |                |
| Riboldi 1’ Mauro 8’, 65’ | Marcatori | 10’ Gabbiadini |

| Arbitro: | Claudio Gualtieri (Asti) |

|                                |           |                                                               |
| Sampietro 6’ Bonansea 84’, 88’ | Marcatori | 3’ Bonetti 12’, 82’ Riboldi 70’ Stabile 72’ Mauro 80’ Zuliani |

| Arbitro: | Sergio Posado (Schio) |

|              |           |             |
| Sorvillo 35’ | Marcatori | 24’ Cernoia |

| Arbitro: | Daniele Gozzi (Siena) |

|  |           |                                                                                           |
|  | Marcatori | 8’, 91’ Bonetti 38’ Tommasella 46’, 50’ Riboldi 58’ (rig.) Parisi 70’ Zuliani 70’ Brumana |

| Arbitro: | Daniel Amabile (Vicenza) |

|            |           |                 |
| Parisi 91’ | Marcatori | 23’, 60’ Panico |

| Arbitro: | Giuseppe Maria Giordano (Lodi) |

|           |           |                                                    |
| Costi 88’ | Marcatori | 29’, 35’, 64’, 74’ Bonetti 80’ Riboldi 85’ Bissoli |

| Arbitro: | Andrea Giuseppe Zanonato (Vicenza) |

|                                                        |           |  |
| Parisi 48’, 52’ Brumana 57’, 81’ Mauro 60’ Bonetti 74’ | Marcatori |  |

### Coppa Italia

#### Ottavi di finale
| Mortegliano ottobre 2010          | Chiasiellis | 0 – 1 | Graphistudio Tavagnacco | Stadio Comunale |
| \| \| \| \| \| \| Marcatori \| \| |             |       |                         |                 |
|                                   |             |       |                         |                 |
|                                   | Marcatori   | Gol   |                         |                 |

#### Quarti di finale
| Verona 8 dicembre 2010, ore 14:30 (CET)                               | Bardolino Verona | 0 – 3 referto                       | Graphistudio Tavagnacco | Stadio Aldo Olivieri |
| \| \| \| \| \| \| Marcatori \| 9’ Tommasella 34’ Stabile 40’ Mauro \| |                  |                                     |                         |                      |
|                                                                       |                  |                                     |                         |                      |
|                                                                       | Marcatori        | 9’ Tommasella 34’ Stabile 40’ Mauro |                         |                      |

| Arbitro: | Bolzani (Trieste) |

|                                                                |           |  |
| Mauro 1’, 17’, 36’ Riboldi 35’, 37’, 42’ Neboli 63’ Parisi 83’ | Marcatori |  |

#### Semifinale
| Arbitro: | Andrea Moraglia (Verona) |

|                       |           |  |
| Mauro 56’ Brumana 82’ | Marcatori |  |

| Firenze 23 aprile 2011 Ritorno                                       | Firenze   | 1 – 1 referto | Graphistudio Tavagnacco | Stadio Comunale San Marcellino |
| \| \| \| \| \| Anaclerio 86’ (rig.) \| Marcatori \| 8’ Tommasella \| |           |               |                         |                                |
|                                                                      |           |               |                         |                                |
| Anaclerio 86’ (rig.)                                                 | Marcatori | 8’ Tommasella |                         |                                |

#### Finale
| Arbitro: | Andrea Gironda (Bari) |

|                              |           |  |
| Panico 12’ Iannella 17’, 33’ | Marcatori |  |

## Statistiche

### Statistiche di squadra
| Competizione | Punti | In casa | In casa | In casa | In casa | In casa | In casa | In trasferta | In trasferta | In trasferta | In trasferta | In trasferta | In trasferta | Totale | Totale | Totale | Totale | Totale | Totale | DR  |
| Competizione | Punti | G       | V       | N       | P       | Gf      | Gs      | G            | V            | N            | P            | Gf           | Gs           | G      | V      | N      | P      | Gf     | Gs     | DR  |
| ------------ | ----- | ------- | ------- | ------- | ------- | ------- | ------- | ------------ | ------------ | ------------ | ------------ | ------------ | ------------ | ------ | ------ | ------ | ------ | ------ | ------ | --- |
| Serie A      | 63    | 13      | 10      | 2       | 1       | 37      | 8       | 13           | 10           | 1            | 2            | 49           | 15           | 26     | 20     | 3      | 3      | 86     | 23     | +63 |
| Coppa Italia | -     | 2       | 2       | 0       | 0       | 10      | 0       | 4            | 2            | 1            | 1            | 5            | 4            | 6      | 4      | 1      | 1      | 15     | 4      | +11 |
| Totale       | -     | 15      | 12      | 2       | 1       | 47      | 8       | 17           | 12           | 2            | 3            | 54           | 19           | 32     | 24     | 4      | 4      | 101    | 27     | +74 |